# Évance de Vienne
Évance (Evantius) est un saint de l’Église catholique (célébré le 3 février) et un évêque de Vienne, de la fin du VIe siècle.

## Biographie
Évance (Evantius,,,, Evanti, Evans), dont l'origine est inconnue, est mentionné dans le Catalogue des évêques de Vienne produit par l'évêque Adon de Vienne (799-875), dans sa Chronique,.
L'évêque est notamment connu par les documents en raison de sa participation à plusieurs conciles au cours de son épiscopat. L'historien Ulysse Chevalier (1879) mentionne au premier concile de Mâcon (581), au troisième concile provincial de Lyon (583), au troisième concile de Valence (mai 584), puis au second concile de Mâcon (585). Quelques années plus tard, l'historien Louis Duchesne (1894) et Chevalier dans le Regeste dauphinois (1912) mentionnent la présence aux conciles de Lyon (581/583), de Valence (584/585), puis celui de Mâcon (585).
Selon Chevalier, l'Obit d'Évance est placée durant l'année 586,. L'évêque Vère II lui succède sur le trône archiépiscopal de Vienne,.

## Culte
Évance était fêté localement le 3 février (Bollandistes). Il est désormais célébré, dans le diocèse de Grenoble-Vienne, le 1er juillet avec saint Martin et tous les saints évêques de Vienne.